# Matteo Bottiglieri
Matteo Bottiglieri riportato anche come Bottigliero (Castiglione del Genovesi, 1684 – Napoli, 1757) è stato uno scultore e pittore italiano.

## Biografia e opere

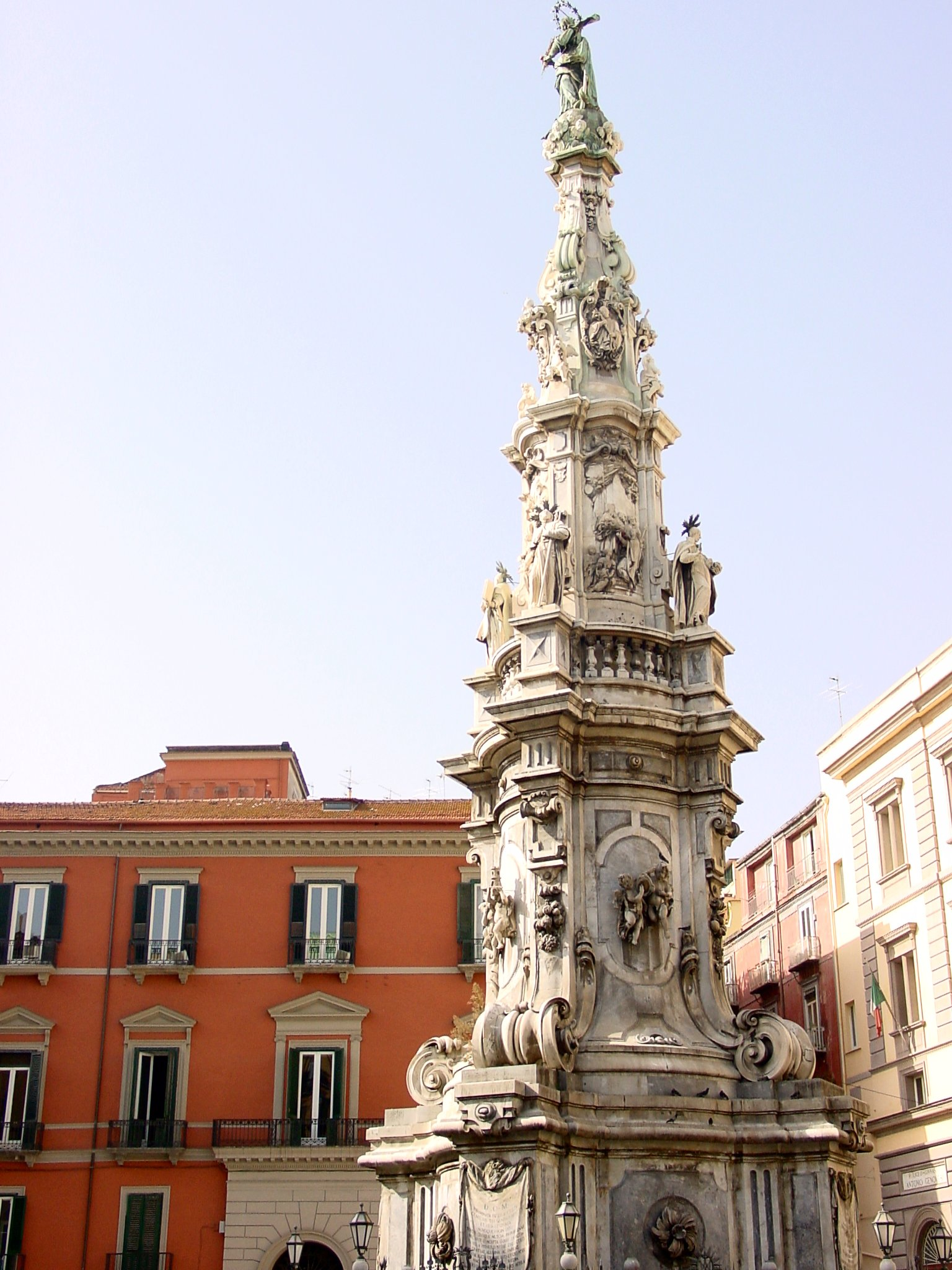
Guglia dell'Immacolata Napoli

Risale al 1724 il suo Cristo morto, scultura marmorea che si trova nella cripta del Duomo di Capua e probabilmente compiuta seguendo un disegno di Francesco Solimena. In anni immediatamente successivi, scolpì le statue di Gedeone e Giosuè per il cappellone di Sant'Ignazio nella Chiesa del Gesù Vecchio a Napoli.
Nel 1733 ha scolpito per il Duomo di Salerno tre opere, che si trovano tuttora sulla balaustra barocca che sovrasta il portico d'ingresso alla chiesa: statue di San Matteo e di due vescovi salernitani, ossia San Bonosio e San Grammazio. Nello stesso anno partecipò alla decorazione dell'altare maggiore della chiesa San Giuseppe dei Ruffi a Napoli, scolpendo due putti e le statue della Speranza e della Carità.
Fra il 1747 e il 1750 è stato con Francesco Pagani uno dei protagonisti nella realizzazione della Guglia dell'Immacolata a Napoli, progettata da Giuseppe Genoino. Al Bottigliero si devono le statue che decorano la balaustra sopra al primo ordine del monumento, quindi di Sant'Ignazio, San Francesco Borgia, San Francesco Saverio e San Francesco in Regis, e inoltre due dei quattro altorilievi posti ancora al secondo ordine, ossia la Purificazione e l'Incoronazione.
Gli storici Carlo Celano e Gennaro Aspreno Galante gli attribuiscono il gruppo marmoreo Cristo e la samaritana al Chiostro di San Gregorio Armeno di Napoli, composto, appunto, dai due personaggi e da una fontana (secondo Roberto Pane, invece, il Bottiglieri è sì l'autore delle due figure bibliche ma non della fontana, che ritiene essere un'opera più vicina alle potenzialità di un architetto che non di uno scultore).
Un'altra sua opera è il Sepolcro di Alessandro Vicentini, nel transetto destro della Chiesa di San Domenico Maggiore di Napoli.
Fra il 1751 e il 1752, nella chiesa della SS. Annunziata di Benevento, eseguì due statue di angeli, riprodotti nell'atto di sostenere il triregno sopra il capo di papa Benedetto XIII, busto marmoreo collocato sull'arco che dà accesso alla cappella di San Michele, opera dell'architetto Filippo Raguzzini.
Come moltissimi altri pittori napoletani, a lui contemporanei, ha realizzato diversi disegni di pastori, poi utilizzati anche come modelli per la costruzione di statuette per il presepe napoletano. Uno di questi disegni, lo Zampognaro soffiante, è conservato al Museo Correale di Terranova a Sorrento. Altri, invece, fanno parte della raccolta di 1200 figure presenti nell'Appartamento vecchio della Reggia di Caserta.